# Traiectorie
O traiectorie poate fi:

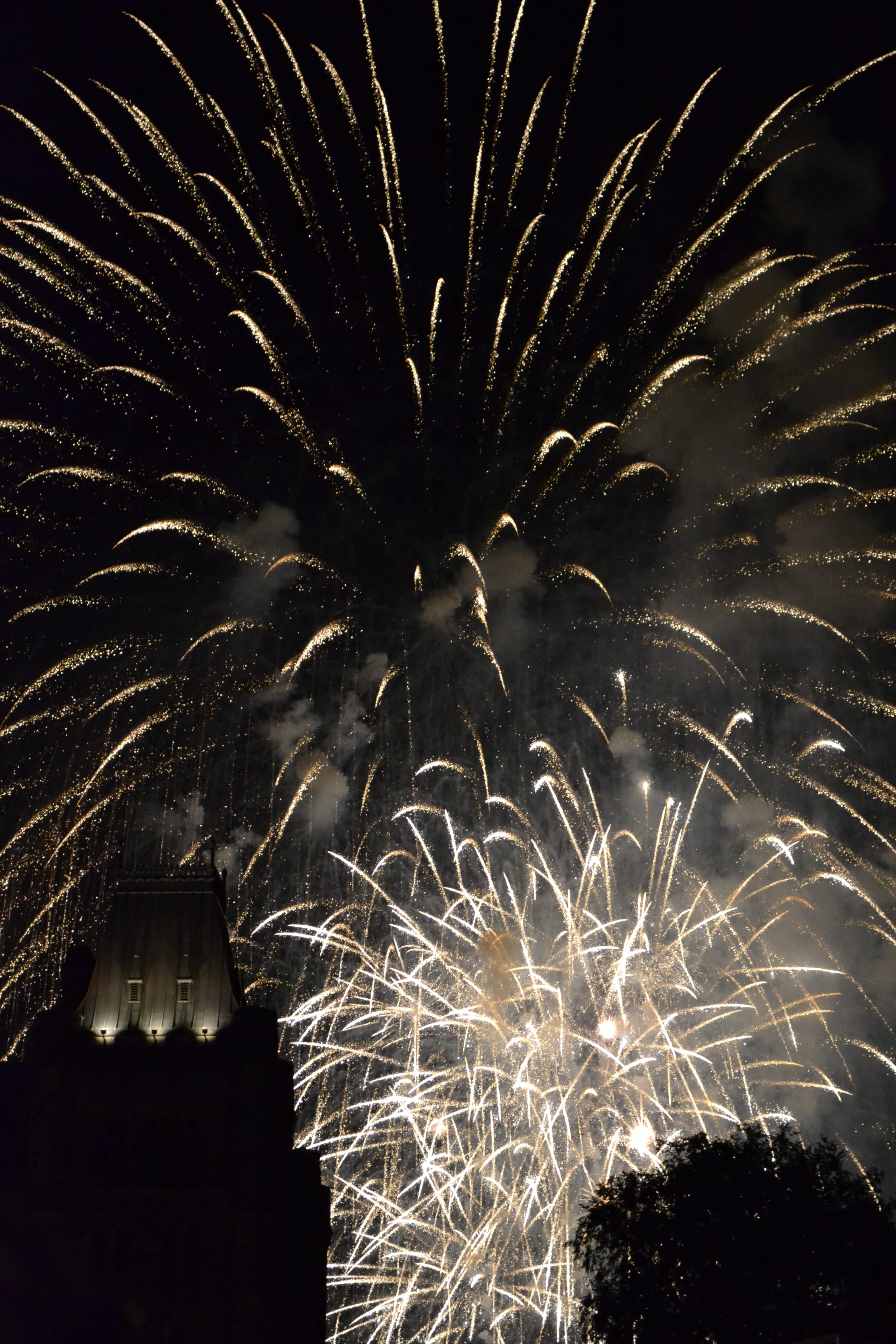
Traiectoriile luminoase ale unui foc de artificii

- un drum parcurs în spațiu de un corp în mișcare,
- linia curbă descrisă de un punct material,
- sau reprezentarea grafică a acestora.
- curba descrisă de un mobil sau de centrul lui de greutate în decursul mișcării sale,
- locul geometric al punctelor succesive prin care acesta trece.

## Exemple
- Orbita unui corp ceresc.

Exemple de traiectorii balistice. În cazul ideal, traiectoriile sunt determinate numai de unghiul și viteza de lansare.

- Traiectoria balistică este drumul descris de un corp greu sau de un proiectil aruncat sub un unghi față de orizont. În condiții ideale, simplificate la maximum, traiectoria balistică este un arc de parabolă.